# Cyclocross-Weltmeisterschaften 1990
Die Cyclocross-Weltmeisterschaften 1990 wurden am 3. und 4. Februar im spanischen Getxo ausgetragen. Der Parcours war rund um die Sportplätze am Rio Gabela gezogen (seither teils durch eine Autobahn überbaut), Start und Ziel waren auf der Radrennbahn.

## Ergebnisse

### Profis
| Platz | Land        | Sportler           |
| ----- | ----------- | ------------------ |
| 1     | Niederlande | Henk Baars         |
| 2     | Niederlande | Adrie van der Poel |
| 3     | Frankreich  | Bruno Lebras       |

### Amateure
| Platz | Land             | Sportler            |
| ----- | ---------------- | ------------------- |
| 1     | Schweiz          | Andreas Büsser      |
| 2     | Tschechoslowakei | Miloslav Kvasnička  |
| 3     | Schweiz          | Thomas Frischknecht |

### Junioren
| Platz | Land        | Sportler            |
| ----- | ----------- | ------------------- |
| 1     | Niederlande | Eric Boezewinkel    |
| 2     | Frankreich  | Jérôme Chiotti      |
| 3     | Niederlande | Niels van der Steen |